# ブルドッグ (競走馬)
ブルドッグ (Bull Dog、1927年 - 1954年) は、フランスで生産・調教されたサラブレッドの競走馬、種牡馬。種牡馬としてアメリカ合衆国のリーディングサイアーを獲得し、アメリカでのテディ系の流行に一役買った。

## 経歴
フランス・ボワルセル牧場で生まれたテディ産駒の牡馬で、サーギャラハッドの全弟、ボワルセルなどの半兄にあたる。父馬と同じく、生産者であるアメリカ人のジェファーソン・デイヴィス・コーンの所有の元、フランスで競走馬としてデビューした。競走馬としての生涯成績は8戦2勝で、3歳時にダフニス賞とフレッシュドール賞とで2勝したのみであった。
当時アメリカでは、サーギャラハッドが三冠馬となったギャラントフォックスを出して大きな注目を浴びていた。全弟であるブルドッグもその血統を見込まれ、1930年の秋にケンタッキー州レキシントンのコールドストリーム牧場を経営するチャールズ・シェーファーが同馬を輸入、同牧場で種牡馬入りすることとなった。
初年度産駒からステークス競走勝ち馬を出すなど幸先の良いスタートを切り、1948年までの種牡馬生活で産駒が挙げたステークス競走勝ちは52勝にもなった。特に1943年には、オキュパイなど複数の産駒の活躍によってアメリカリーディングサイアーの座に輝いている。また、母の父としての成績は種牡馬成績以上のものがあり、1953年をはじめに3度のリーディングブルードメアサイアーに選ばれた。代表的なものに、1942年生のガガが生んだトムフールがいる。
後継の種牡馬として活躍したのがブルリーである。1948年生の三冠馬サイテーションなどを始めに7頭ものアメリカ殿堂馬を輩出し、5回の北米リーディングサイアーを獲得するなどブルドッグ以上の成績を収めることに成功、アメリカにおけるテディ系の全盛期を確立した。
1954年にコールドストリームファーム内で死亡した。27歳であった。

### 代表産駒
- Occupation - 牡、1940年生まれ。フューチュリティステークスなど。
- Occupy - 牡、1941年生まれ。フューチュリティステークスなど。
- Canina - 牝、1941年生まれ。ケンタッキーオークスなど。
- Johns Joy - 牡、1946年生まれ。ケンタッキージョッキークラブステークスなど。
- Bull Lea - 牡、1935年生まれ。ブルーグラスステークスなど。北米リーディングサイアー。

### 母の父としての代表産駒
- トムフール - 牡、1949年生まれ。メトロポリタンハンデキャップなど。アメリカ殿堂馬。
- ラフンタンブル - 牡、1948年生まれ。サンタアニタダービーなど。ドクターフェイガーの父。

## 評価

### 主な勝鞍

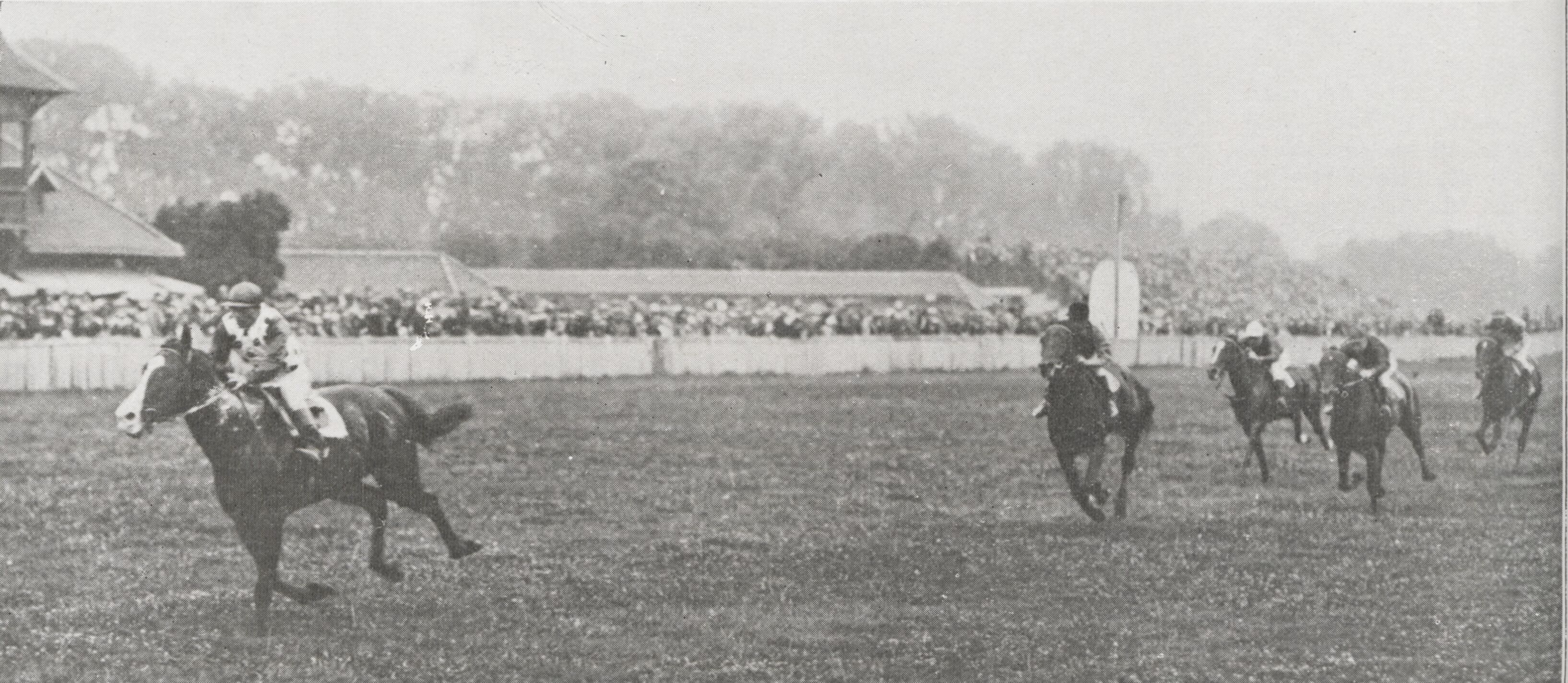
1929年のロベールパパン賞。ブルドッグはシャトーブスコーの2着。

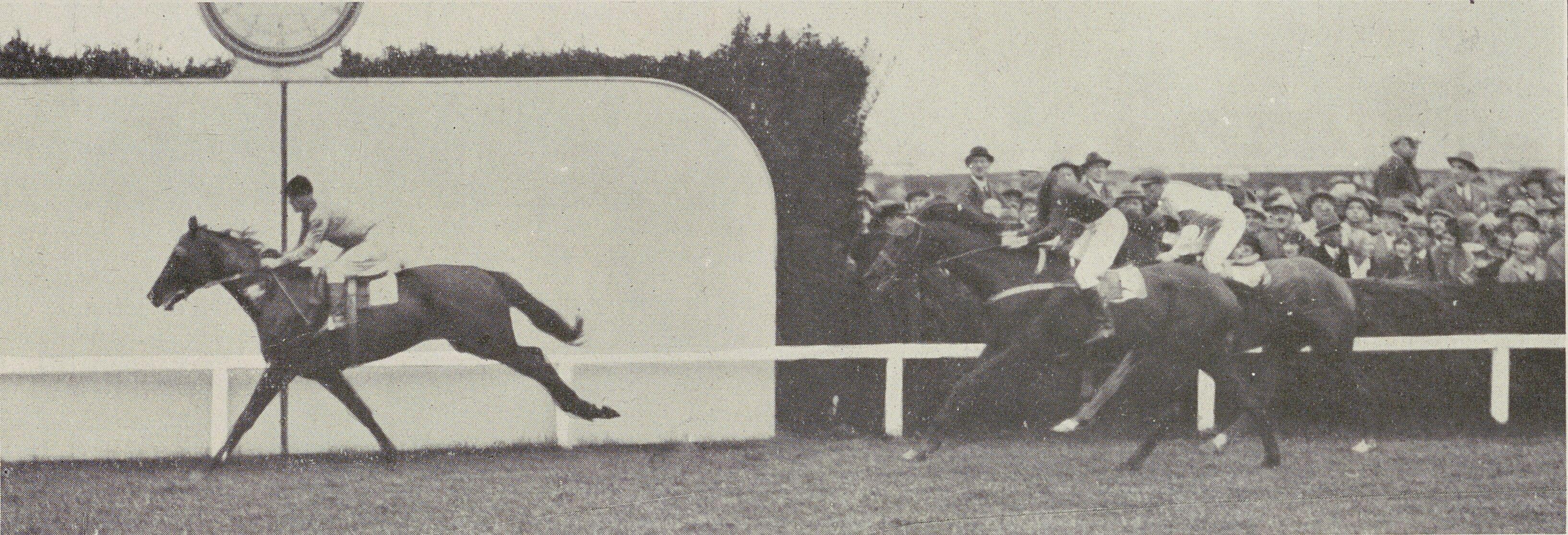
1930年のダフニス賞。

1929年（2歳）
2着 - ロベールパパン賞
1930年（3歳）
ダフニス賞、フレッシュドール賞

### 種牡馬成績
- 1943年 - 北米リーディングサイアー
- 1953年、1954年、1956年 - 北米ブルードメアサイアー

## 血統表
| ブルドッグの血統                   | ブルドッグの血統                                                                              | ブルドッグの血統                                                                              | （血統表の出典）                                                                              | （血統表の出典） |
| 父系                               | テディ系                                                                                      | テディ系                                                                                      | テディ系                                                                                      | [ § 2 ]          |
| 父 Teddy 1913 鹿毛 フランス        | 父の父Ajax 1901 鹿毛 フランス                                                                 | Flying Fox                                                                                    | Orme                                                                                          | Orme             |
| 父 Teddy 1913 鹿毛 フランス        | 父の父Ajax 1901 鹿毛 フランス                                                                 | Flying Fox                                                                                    | Vampire                                                                                       |                  |
| 父 Teddy 1913 鹿毛 フランス        | 父の父Ajax 1901 鹿毛 フランス                                                                 | Amie                                                                                          | Clamart                                                                                       | Clamart          |
| 父 Teddy 1913 鹿毛 フランス        | 父の父Ajax 1901 鹿毛 フランス                                                                 | Amie                                                                                          | Alice                                                                                         |                  |
| 父 Teddy 1913 鹿毛 フランス        | 父の母Rondeau 1900 鹿毛 イギリス                                                              | Bay Ronald                                                                                    | Hampton                                                                                       | Hampton          |
| 父 Teddy 1913 鹿毛 フランス        | 父の母Rondeau 1900 鹿毛 イギリス                                                              | Bay Ronald                                                                                    | Black Duchess                                                                                 |                  |
| 父 Teddy 1913 鹿毛 フランス        | 父の母Rondeau 1900 鹿毛 イギリス                                                              | Doremi                                                                                        | Bend Or                                                                                       | Bend Or          |
| 父 Teddy 1913 鹿毛 フランス        | 父の母Rondeau 1900 鹿毛 イギリス                                                              | Doremi                                                                                        | Lady Emily                                                                                    |                  |
| 母 Plucky Liege 1912 鹿毛 イギリス | 母の父Spearmint 1903 鹿毛 イギリス                                                            | Carbine                                                                                       | Musket                                                                                        | Musket           |
| 母 Plucky Liege 1912 鹿毛 イギリス | 母の父Spearmint 1903 鹿毛 イギリス                                                            | Carbine                                                                                       | Mersey                                                                                        |                  |
| 母 Plucky Liege 1912 鹿毛 イギリス | 母の父Spearmint 1903 鹿毛 イギリス                                                            | Maid of The Mint                                                                              | Minting                                                                                       | Minting          |
| 母 Plucky Liege 1912 鹿毛 イギリス | 母の父Spearmint 1903 鹿毛 イギリス                                                            | Maid of The Mint                                                                              | Warble                                                                                        |                  |
| 母 Plucky Liege 1912 鹿毛 イギリス | 母の母Concertina 1986 鹿毛 イギリス                                                           | St. Simon                                                                                     | Galopin                                                                                       | Galopin          |
| 母 Plucky Liege 1912 鹿毛 イギリス | 母の母Concertina 1986 鹿毛 イギリス                                                           | St. Simon                                                                                     | St. Angela                                                                                    |                  |
| 母 Plucky Liege 1912 鹿毛 イギリス | 母の母Concertina 1986 鹿毛 イギリス                                                           | Comic Song                                                                                    | Petrarch                                                                                      | Petrarch         |
| 母 Plucky Liege 1912 鹿毛 イギリス | 母の母Concertina 1986 鹿毛 イギリス                                                           | Comic Song                                                                                    | Frivolity                                                                                     |                  |
| 母系(F-No.)                        | (FN:16-a)                                                                                     | (FN:16-a)                                                                                     | (FN:16-a)                                                                                     | [ § 3 ]          |
| 5代内の近親交配                    | Angelica-St. Simon 5×3=15.6%、Galopin 5x4=9.38%、 Lord Clifden 5x5=6.25%、 Macaroni 5x5=6.25% | Angelica-St. Simon 5×3=15.6%、Galopin 5x4=9.38%、 Lord Clifden 5x5=6.25%、 Macaroni 5x5=6.25% | Angelica-St. Simon 5×3=15.6%、Galopin 5x4=9.38%、 Lord Clifden 5x5=6.25%、 Macaroni 5x5=6.25% | [ § 4 ]          |
| 出典                               | 1. 2. 3. 4.                                                                                   | 1. 2. 3. 4.                                                                                   | 1. 2. 3. 4.                                                                                   | 1. 2. 3. 4.      |